# Declan Galbraith
Declan John Galbraith (* 19. prosince 1991 Hoo St. Werburgh, Kent, Anglie) je britský zpěvák irsko-skotského původu. Pochází ze Hoo St. Werburgh poblíž Rochesteru v Anglii, kde dnes (2006) žije se svou rodinou. Disponuje poměrně velkým hlasovým rozsahem, zpívá písně rozličných žánrů.

## Diskografie

### Alba
- 2002 Declan
- 2006 Thank You (2007 zlatá deska v Německu)
- 2007 You and Me

### Singly
- Tell Me Why (2002)
- Love of my life (2007)
- Ego You (2007)